# Plebicula olympena
Plebicula olympena är en fjärilsart som beskrevs av Ruggero Verity 1936. Plebicula olympena ingår i släktet Plebicula och familjen juvelvingar. Inga underarter finns listade i Catalogue of Life.